# Nomada gusenleitneri
Nomada gusenleitneri är en biart som beskrevs av Schwarz 1981. Nomada gusenleitneri ingår i släktet gökbin, och familjen långtungebin. Inga underarter finns listade i Catalogue of Life.